# Actinostemon echinatus
Actinostemon echinatus är en törelväxtart som beskrevs av Johannes Müller Argoviensis. Actinostemon echinatus ingår i släktet Actinostemon och familjen törelväxter. Inga underarter finns listade i Catalogue of Life.